# Sporting CP (futsal)
Sporting Clube de Portugal Futsal är en futsalklubb från Lissabon. Det är en del av multisportklubben Sporting CP.